# Sjuvillorna

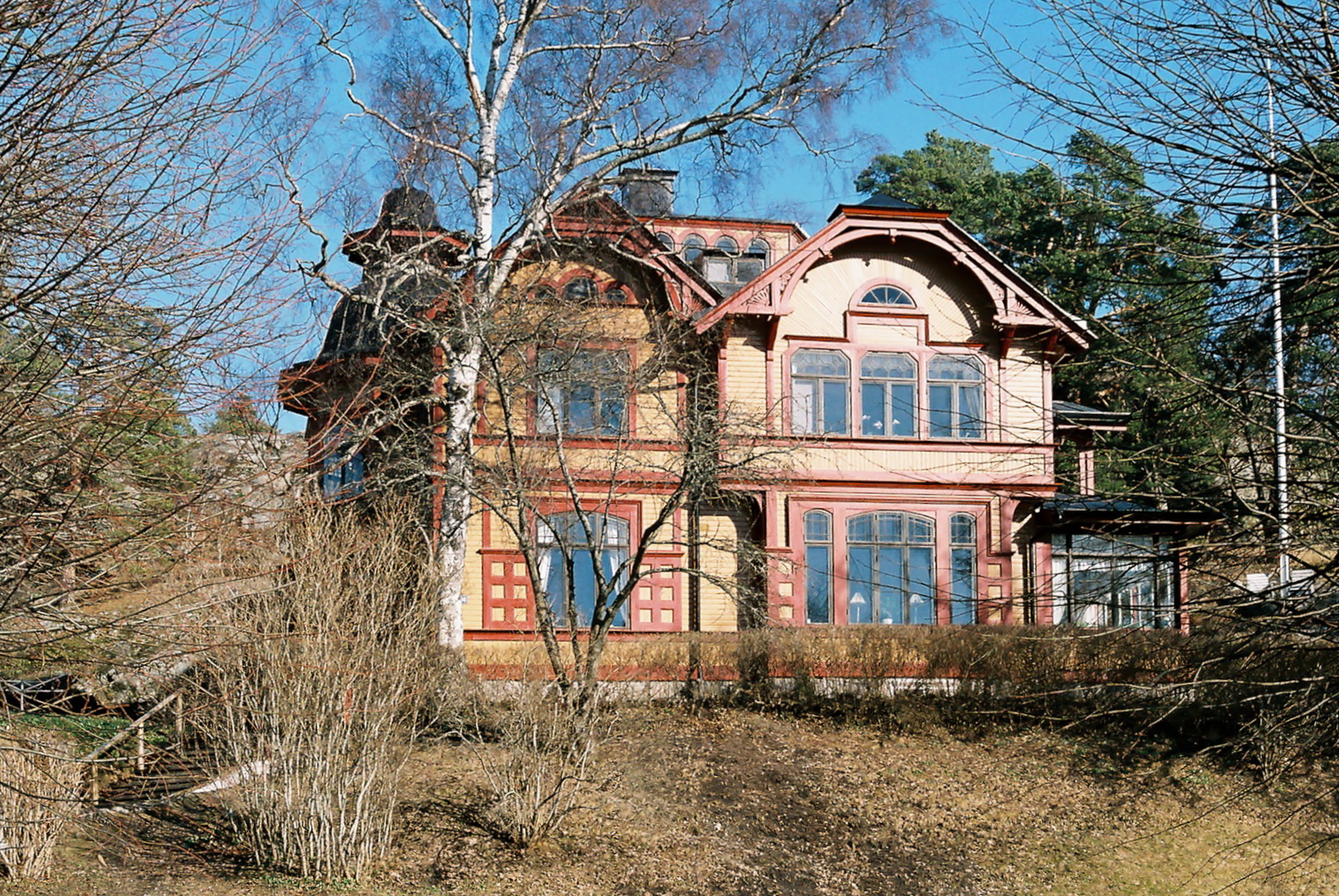
Nummer 2, Ringvägen 26 (byggnadsminne)

Sjuvillorna var ursprungligen sju exklusiva villor som uppfördes 1896-1897 vid Ringvägen 16 - 28 i Saltsjöbaden, nuvarande Nacka kommun. Arkitekt till de sju villorna var Erik Lundroth. Idag är sex villor bevarade varav två (nr 2 och 3) sedan år 1979 är byggnadsminnesförklarade. Den sjunde villan (nr 1) revs 1965. De sju villorna kallas även Hörnellska villorna efter sin byggherre Reinhold Hörnell.

## Historik

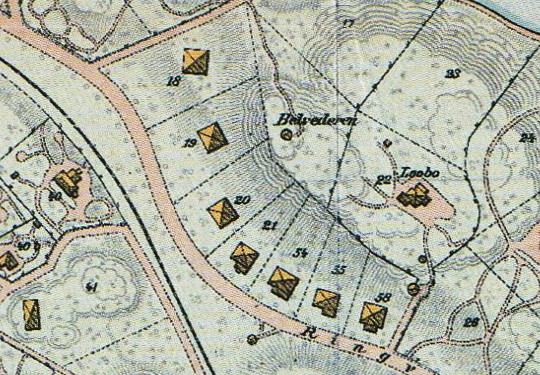
Sjuvillorna, tomtkarta 1896.

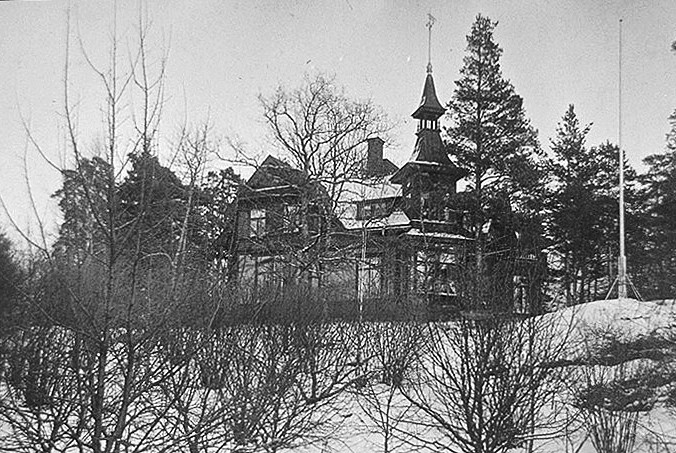
Sjuvilla nr 1, Ringvägen 28, vykort från år 1900. Villan revs 1965.

Villornas byggherre var direktören Reinhold Hörnell, som fick ekonomiskt stöd av Järnvägsbolaget. Avsikten var att locka förmögna och ansedda familjer från Stockholm att bosätta sig i det nya området och utnyttja de snabba kommunikationerna. De sju villorna uppfördes efter ritningar av arkitekt Erik Lundroth, som även ritade liknande gruppbyggen i Djursholm. Villorna fick olika utseende, men samtliga är trähus i schweizerstil. Byggmästare var byggnadsingenjören Johan Adolf Lundegren.
På kullen öster om Sjuvillorna fanns ett utsiktstorn Belvederen, som på italienska betyder "vacker utsikt". Tornet, som syns på äldre vykort tillsammans med villorna revs på 1960-talet. På tornets plats finns fortfarande några betongfundament kvar.
På 1960-talet inköptes Sjuvillorna en efter en av Kooperativa Förbundet (KF), så snart de var till salu. KF nyttjade villorna till en början som personalbostäder. Företaget hade sedan mitten av 1920-talet sin undervisnings- och konferensanläggning Vår Gård i närheten och avsikten var att låta riva husen och ersätta dem med moderna par- eller radhus. 
Sjuvilla nr 1 (den nordligaste) revs 1965 och därefter ansökte KF om rivningstillstånd även för Sjuvilla nr 2 och nr 3, vilket avslogs. Tomten för Sjuvillan nr 1 såldes 1968 till en privatperson som lät bygga nuvarande flerfamiljshus. Sjuvilla nr 7 förvärvades av KF 1966, men lät den stå kvar och inredde den med två lägenheter. Idag är Sjuvilla nr 2 och nr 3 privatägda. De övriga, Sjuvilla nr 4, nr 5, nr 6 och nr 7 ägs av Bostadsrättsföreningen Sjuvillorna.

## Arkitektur
Sjuvillorna uppfördes i tidens arkitektoniska smak. Villorna är av samma typ, men inte identiska. De liknar varandra i stil och karaktär, men skiljer sig i planlösningen, fasadindelningen och i utformningen av fönster, dörrar och dekorativa detaljer. Gemensamt för dem alla är att de redan från början var åretruntbostäder. Varje villa fick 7-8 rum, kök och badrum. Arkitekten Erik Lundroth, som även var verksam i Djursholm, har här ritat i en stil som med Barbro Strandmans ord i "Bygga och Bo i Saltsjöbaden på 1890-talet" skulle kunna karaktäriseras som en "hopplockad byggstil vartill komponenter hämtats från olika länder och blandats med en utveckling av den svenska sommarvilletraditionens stil".
Många ansåg att Erik Lundroths villor var stereotypt serieproducerade villor och han blev skarpt kritiserad för detta. Framför allt gällde kritiken hans villor i Djursholm, men kritik kom även att riktas mot Sjuvillorna. Idealet i tiden för hus i Saltsjöbaden var det självsvåldigt pittoreska och romantiskt egenartade. Sjuvillorna framstår idag knappast som exempel på serieproduktion, utan de tycks snarare präglas av experimentell leklusta. Exteriörerna är rika på detaljer som konstfulla listverk, blomsterrankor skurna i trä, olika typer av väggpaneler, torn och krenelering och kännetecknas av en komplicerad takkonstruktion. Den panelarkitektur som under senare 1800-talet och in på 1900-talet växte fram i Sverige tog upp stildrag från såväl schweizerstil, nationalromantik och cottagestil och betonade boasering och listverk.  Träpanelen fick allt rikare utformning. Trots att arkitekten Erik Lundroth blev kritiserad för en alltför stereotyp serieproduktion blev villorna vid Ringvägen 26 och 24 byggnadsminnesförklarade 1979.
Det är de två bäst bevarade av Sjuvillorna, nr 2 respektive nr 3, som är byggnadsminnen. De är båda byggda av trä i två våningar. De får sin prägel av burspråk, torn och utbyggnader i kombination med fjällpanel och dekorativa lövsågerier eller i amerikansk inspirerad stick style. Taken är plåttäckta och fantasifullt utformade. Villa nr 4 och 6 hade utsiktstorn på taket som numera är rivna. Den ursprungliga inredningen med komplicerad planlösning och många snickerier är i stort sett bevarad.

## Bilder

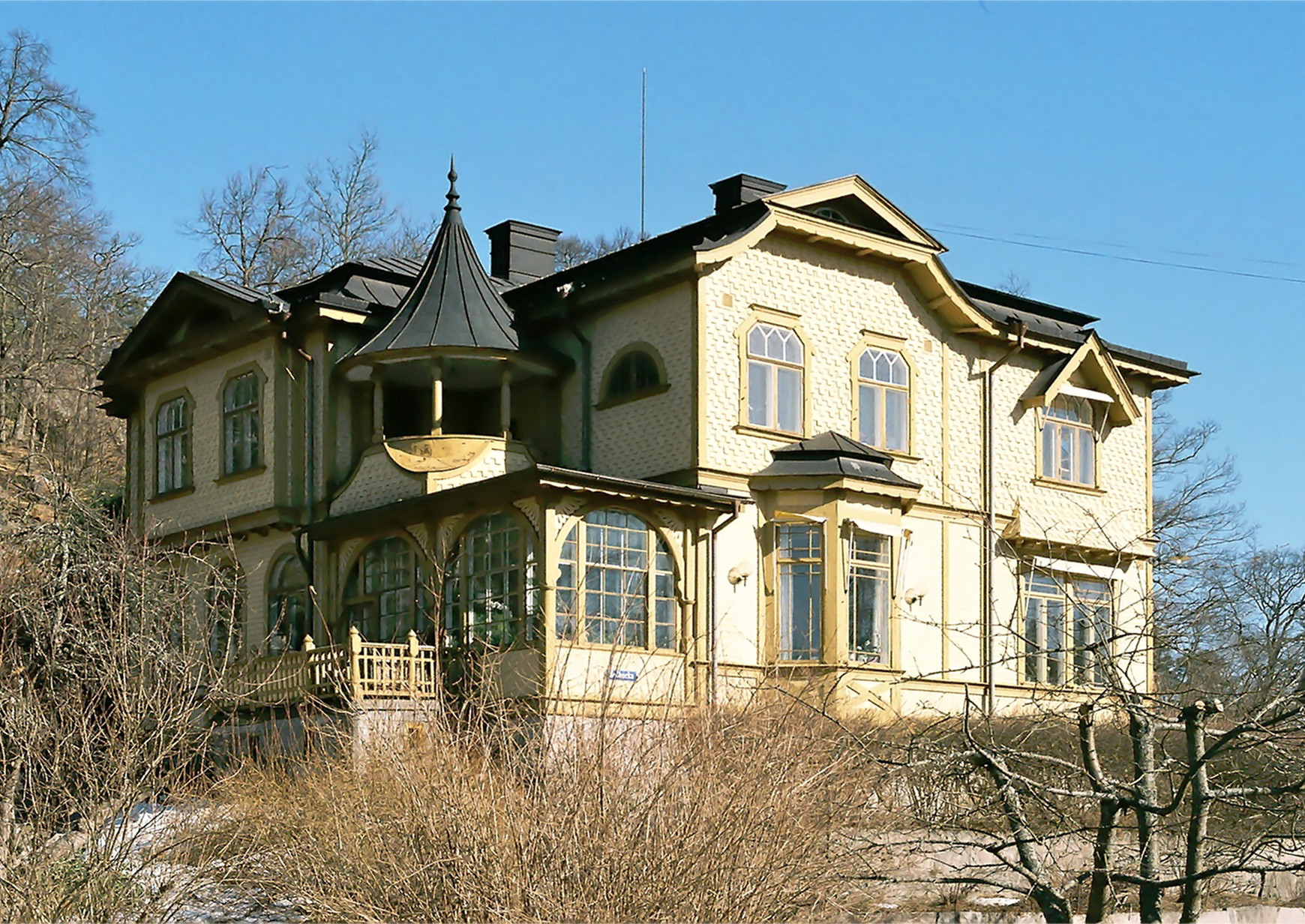
Nummer 3, Ringvägen 24 (byggnadsminne)
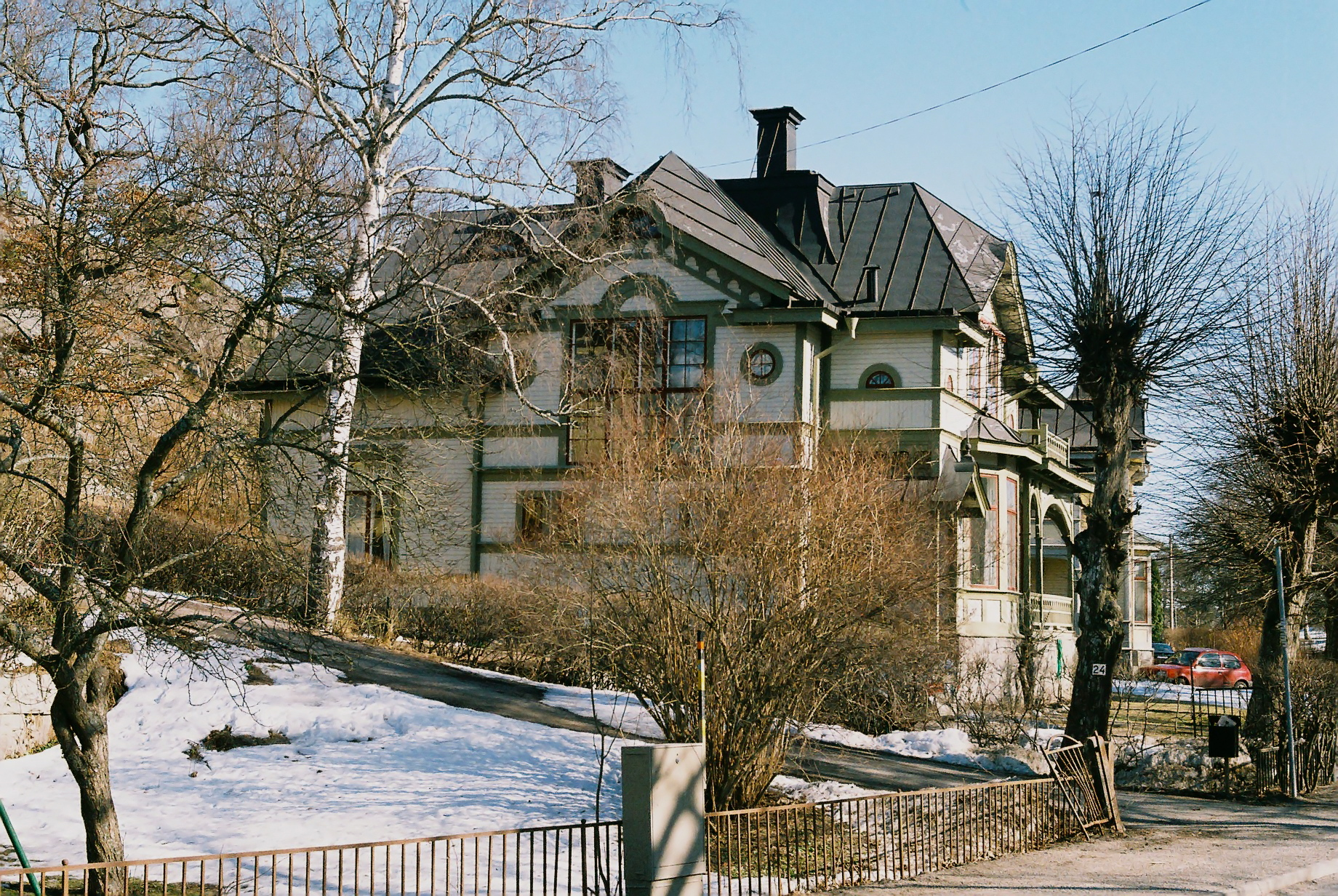
Nummer 4, Ringvägen 22
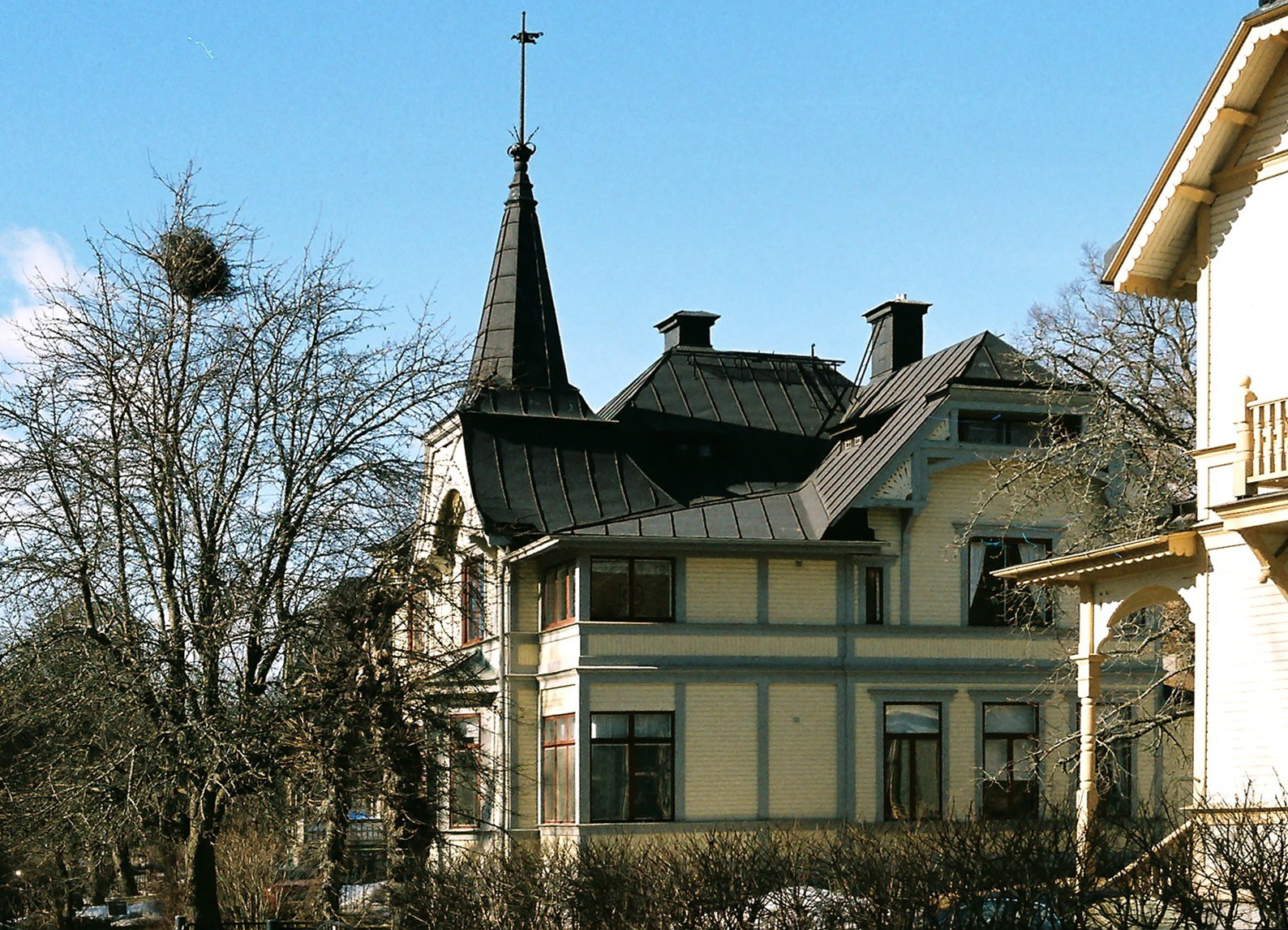
Nummer 5, Ringvägen 20
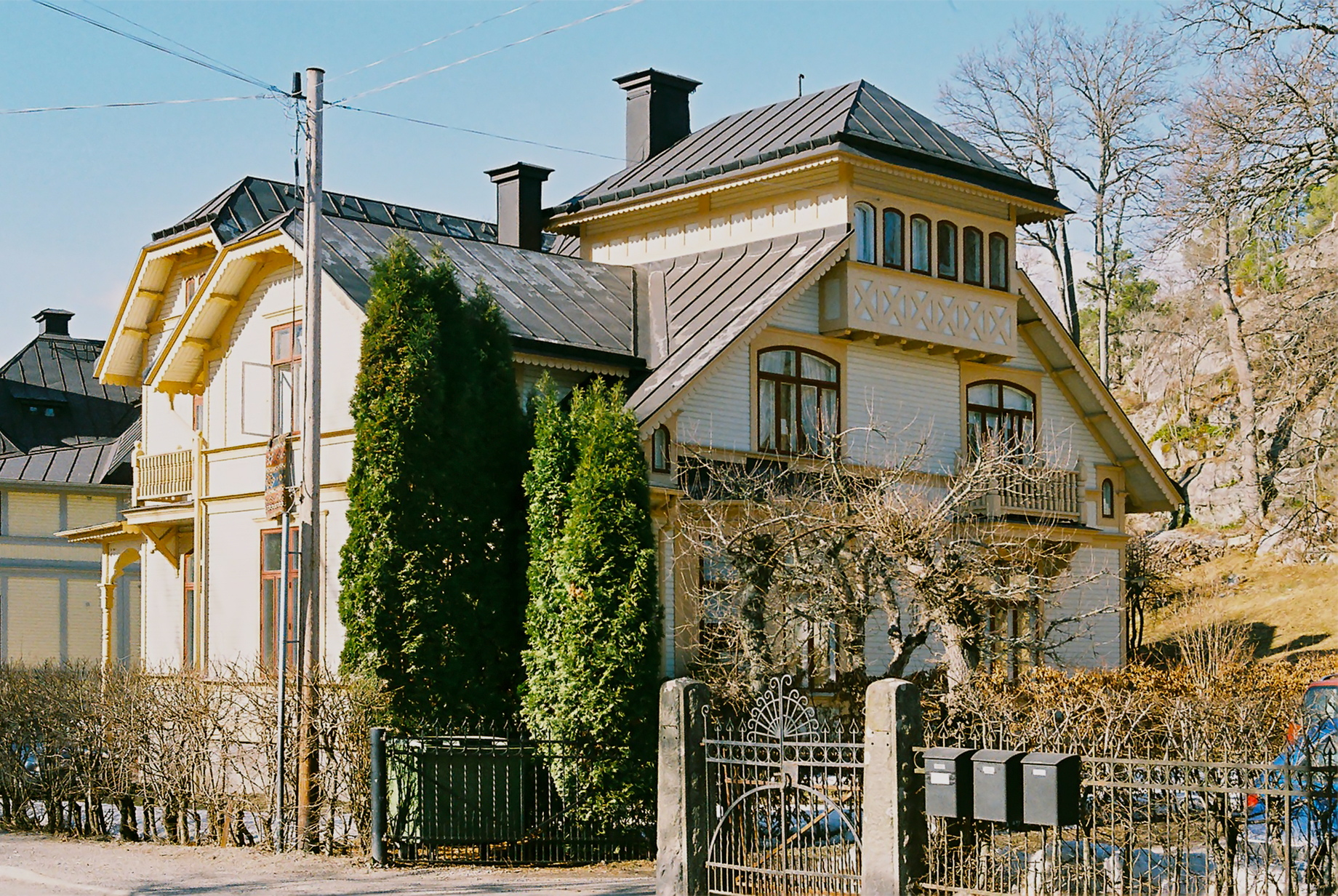
Nummer 6, Ringvägen 18
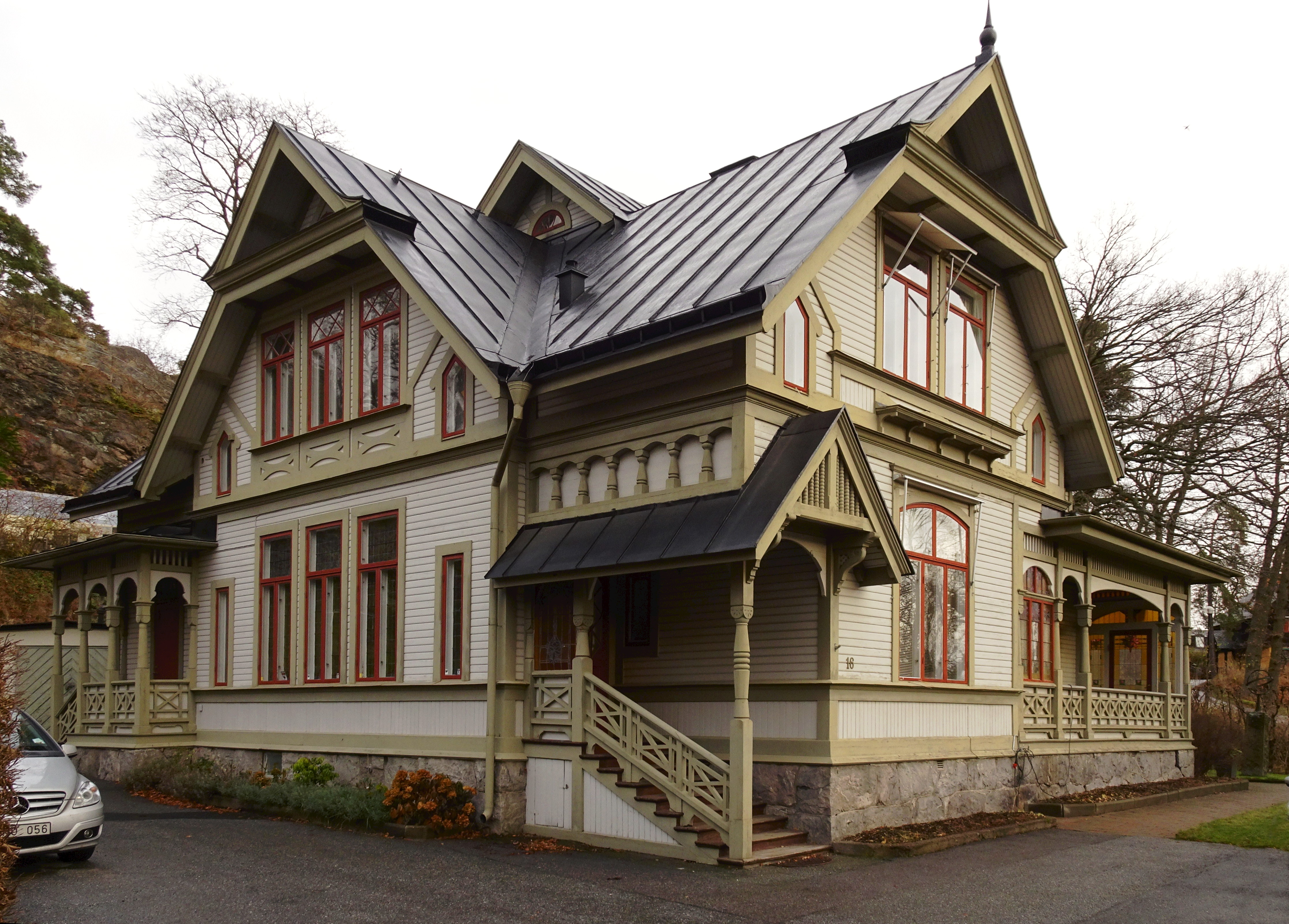
Nummer 7, Ringvägen 16

## De första boenden
- Sjuvilla nr 1, Ringvägen 28 (numera riven). Första ägare var medicinalrådet Richard Wawrinsky, kallades även Villa Arco.
- Sjuvilla nr 2, Ringvägen 26 (byggnadsminne). Första ägare var änkefru Augusta Flohr, mor till Anna Wawrinsky (född Flohr) i Sjuvilla nr 1 och till Wilhelm Flohr i Sjuvilla nr 4.
- Sjuvilla nr 3, Ringvägen nr 24 (byggnadsminne).  Första ägare var bankinspektör Carl Malmberg, som bodde i villan fram till 1910.
- Sjuvilla nr 4, Ringvägen 22. Första ägare var grosshandlare Wilhelm Flohr, kallades även Villa Victoria (efter hustrun Victoria Flohr). Wilhelm Flohrs mor bodde i Sjuvilla nr 2.
- Sjuvilla nr 5, Ringvägen 20. Förste ägaren var generaldirektören för Tullverket, greve Ruuth.
- Sjuvilla nr 6, Ringvägen 18. Förste ägaren var grosshandlare Carl-Adam Lindström.
- Sjuvilla nr 7, Ringvägen 16. Första ägaren var konsul Robert Schumburg med familj.